# Kamuysaurus
Kamuysaurus japonicus
Genre
Espèce
Kamuysaurus est un genre fossile de dinosaures de la famille des hadrosauridés ayant vécu au Crétacé supérieur. Il est décrit pour la première fois, en septembre 2019, par une équipe de chercheurs de l'université de Hokkaidō, à partir de fossiles découverts sur l'île de Hokkaidō, au Japon.

## Étymologie
Le nom de genre Kamuysaurus est formé à partir du mot « kamuy » (« カムィ »), d'origine aïnou, langue parlée par le peuple autochtone de l'île d'Hokkaidō, et signifiant « divinité », et du grec σαῦρος / saûros (« lézard »),,.

## Découverte
Le spécimen holotype, référencé HMG-1219, provient d'une couche de sédiments marins de la formation géologique de Hakobuchi qui appartient au Groupe de Yezo. Ce niveau strigraphique est daté de la fin du Crétacé supérieur, du Maastrichtien inférieur, soit il y a environ entre 72,4 et 70,6 Ma (millions d'années).
Il a été découvert en 2003 dans un quartier du bourg de Mukawa, sur l'île de Hokkaidō, au Japon. Il s'agit d'un squelette presque complet, où ne manquent que des vertèbres sacrées et des phalanges, et d'un crâne sans les os du museau,. Des restes de sa queue furent aussi découverts en 2013. 
Dix ans plus tard, le squelette presque complet est reconstitué et exposé dans le Musée national de la nature et des sciences de Tokyo. Le spécimen, surnommé « Mukawaryū » (« dragon de Mukawa ») et classé dans la famille des hadrosauridés, est le plus grand dinosaure jamais découvert au Japon jusqu'à maintenant,.

## Description

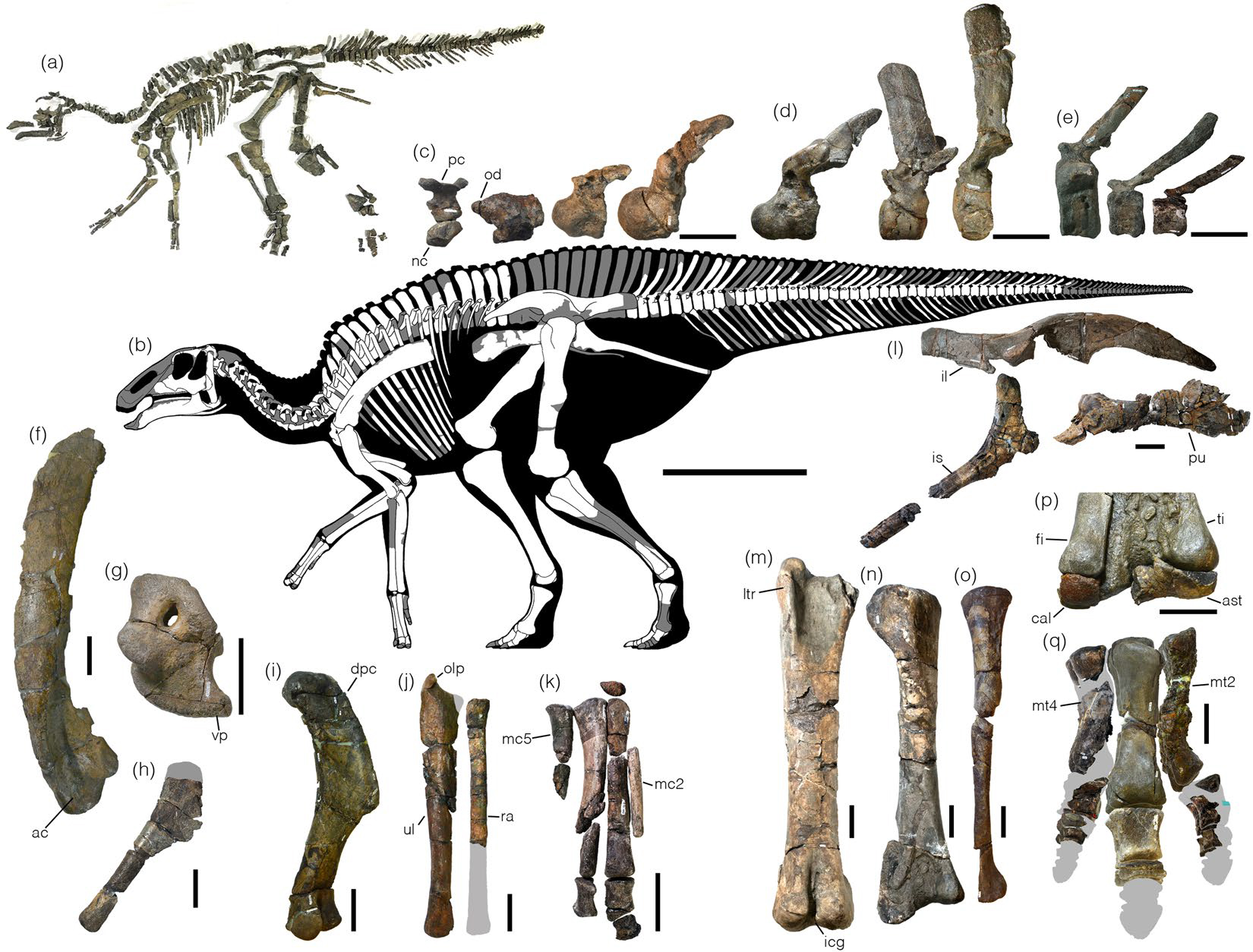
Squelette holotype de l'espèce Kamuysaurus japonicus.
Os retrouvés figurés en blanc.

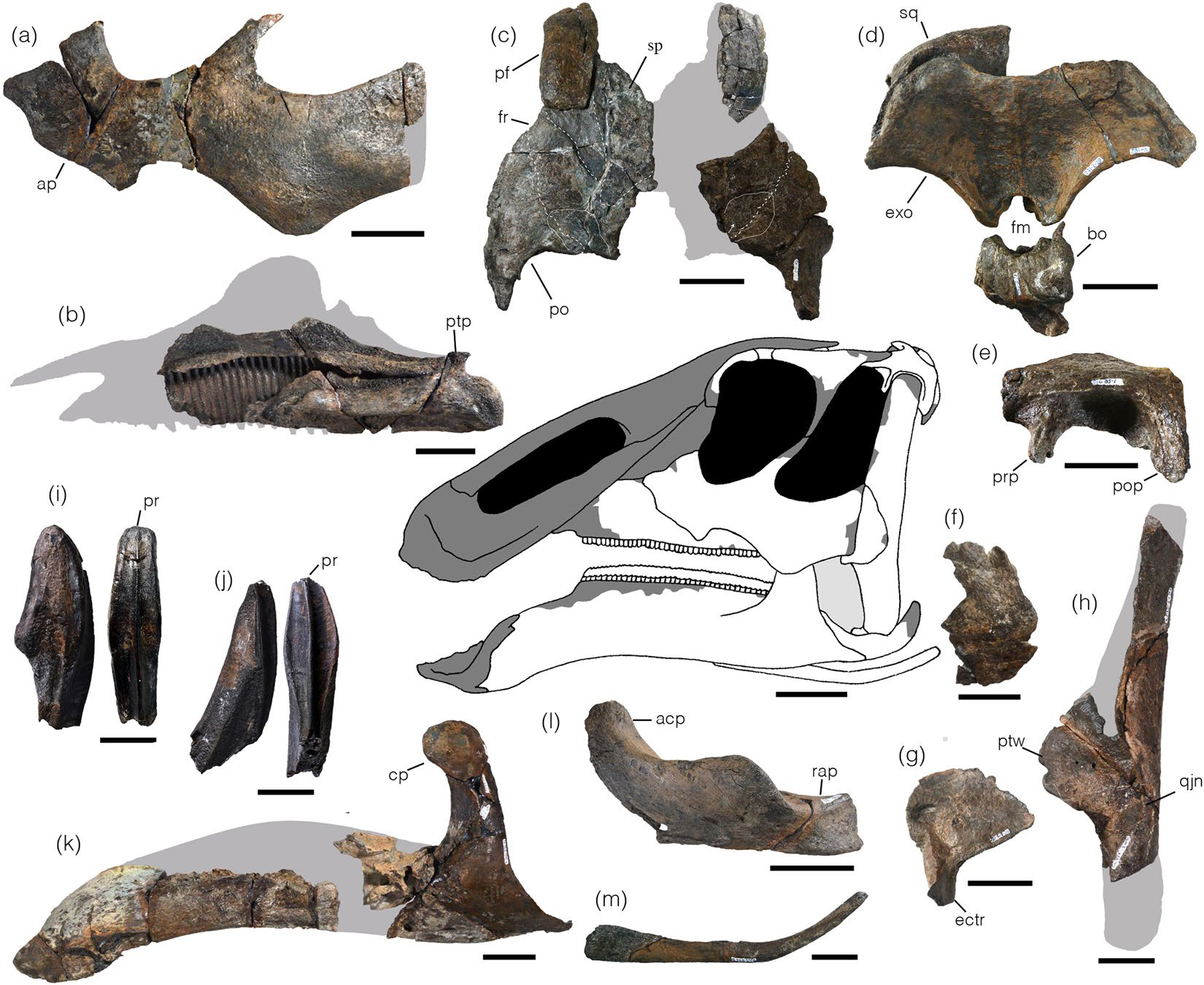
Os et silhouette du crâne.
Os retrouvés figurés en blanc.

L'espèce type et unique espèce connue, Kamuysaurus japonicus, ou « dieu des dinosaures japonais », a été décrite par une équipe de chercheurs de l'université de Hokkaidō dans un article de la revue Scientific Reports, paru en septembre 2019,.
C'était un Hadrosauridé avec un corps typique de cette famille de dinosaures, possédant un bec de canard et une disposition de son squelette lui permettant d'avoir un mode de déplacement bipède ou quadrupède. L'animal n'avait cependant pas de crête sur la tête contrairement aux autres espèces de la famille qui en avaient la plupart du temps. Ce dinosaure était cependant probablement doté au moins d'une crête sagittale et se déplaçait sur deux ou quatre pattes suivant ses besoins[pas clair],. Bien qu'étant le dinosaure le plus grand retrouvé sur le territoire nippon, c'était une espèce relativement de petite taille comparée à celle des autres Hadrosauridés retrouvé sur le continent, ce qui suggère fortement que l'espèce était soumise au nanisme insulaire, fréquent sur les îles.
Les paléontologues décrivent le spécimen comme les restes d'un adulte, de la famille des « dinosaures à bec de canard », âgé d'au moins neuf ans, long de huit mètres, et d'un poids de 4 ou 5,3 t. Ils ont aussi émis l'hypothèse, à partir du lieu de la découverte de l'animal, que l'espèce pourrait avoir eu une préférence pour les régions côtières en matière d'habitat, chose rare encore chez les dinosaures. 

## Classification
Le nouveau genre a été classé dans la famille des Hadrosauridae, la sous-famille des Hadrosaurinae et la tribu des Edmontosaurini.

### Publication originale
- (en) Yoshitsugu Kobayashi, Tomohiro Nishimura, Ryuji Takasaki, Kentaro Chiba, Anthony R. Fiorillo, Kohei Tanaka, Tsogtbaatar Chinzorig, Tamaki Sato, Kazuhiko Sakurai et al., « A New Hadrosaurine (Dinosauria: Hadrosauridae) from the Marine Deposits of the Late Cretaceous Hakobuchi Formation, Yezo Group, Japan », Scientific Reports, Nature Publishing Group, vol. 9,‎ 5 septembre 2019 (DOI 10.1038/s41598-019-48607-1, lire en ligne, consulté le 6 septembre 2019). .